# Jam (песня)
«Jam» (англ. «Прорыв») — песня американского автора-исполнителя Майкла Джексона, четвёртый сингл из его восьмого студийного альбома Dangerous. Был выпущен на лейбле Epic Records в июле 1992 года. Композиция написана Джексоном вместе с Рене Муром, Брюсом Свиденом и Тедди Райли и выдержана в жанрах фанка и нью-джек-свинга с элементами хип-хопа. Рэп-секцию исполнил Heavy D.
Премьера видеоклипа на «Jam», снятого режиссёром Дэвидом Келлогом, состоялась в июне 1992 года. На съёмки были приглашены баскетболист Майкл Джордан, Heavy D и дуэт Kris Kross. Ролик был номинирован на статуэтку «MTV Video Music Awards».
Сингл стал третьим в американском чарте Hot R&B/Hip-Hop Songs. В Новой Зеландии «Jam» занял второе место, в Ирландии — пятое. В 1993 году композиция была номинирована на две статуэтки «Грэмми».

## История создания и особенности композиции
Брюс Свиден и Рене Мур работали над новым альбомом Мура. Целью создания очередной песни было соединить винтажные динамичные ритмы с новыми музыкальными веяниями. На одном из этапов записи Свиден и Мур продемонстрировали трек Майклу Джексону, а позднее решили и вовсе отдать его ему. В дальнейшем певец вместе с продюсером Тедди Райли переработал музыку, Джексон написал на неё текст. В записи принял участие рэпер Heavy D. Песня открывает альбом музыканта Dangerous.
«Jam» представляет собой композицию умеренного темпа, написанную в тональности ре минор. Песня выдержана в жанрах фанка и нью-джек-свинга с элементами хип-хопа. Вокально Джексон показывает по мнению критиков инновационную манеру исполнения, смешивая джазовую технику скэта с настойчивостью хип-хопа, и демонстрирует оригинальное умение брать дыхание, используя вздохи как синкопы. Музыкант поёт строчки куплетов отрывисто, по слогам, стаккато. В тексте композиции Джексон повествует о внутреннем непонимании и противоречиях в контексте мира и общества: «Я должен обрести мир в душе, поскольку меня не оставляют в покое, лжепророки кричат о гибели, что же нам остаётся?» («I have to find my peace 'cause no one seems to let me be, false prophets cry of doom, what are the possibilities»). В припеве музыкант уверенно заявляет, что ему по силам преодолеть эти проблемы, прорваться через препятствия («It ain’t too much for me»). «В начале песня звучит как обычный танцевальный фанк, но то, с каким рвением Джексон вгрызается в каждую фразу, заставляет рассмотреть композицию глубже», — писал рецензент журнала Rolling Stone. «Каждый раз, когда певец произносит слово „Jam“, музыка звучит как трубы глашатаев, подчёркивающие „прорыв“», — заметил критик Армонд Уайт. Прорыв или переломный момент символизирует и звон разбитого стекла, открывающий композицию.

## Выпуск сингла и реакция критиков
«Jam» была выпущена в качестве четвёртого сингла из альбома Майкла Джексона Dangerous. В продажу песня поступила на компакт-дисках, виниловых пластинках и компакт-кассетах. Композиция стала третьей в американском чарте Hot R&B/Hip-Hop Songs и заняла лишь 26-ю строчку в Billboard Hot 100. В Новой Зеландии сингл занял второе место, в Ирландии — пятое.
В Rolling Stone «Jam» описали как «потрясающе напряжённый танцевальный трек, будто разбитый на куски», самым доступным для понимания журналисты посчитали куплет, исполненный Heavy D — «неудивительно, что песня застопорилась в поп-чартах, но оказалась в пятёрке ритм-н-блюзового хит-парада». На портале Allmusic песню назвали «блестящей». В New York Times посчитали, что смысл композиции был полностью «подорван» сухими электронными битами.

## Музыкальное видео
Дэвид Келлог стал режиссёром ролика на песню «Jam». Джексон пригласил сняться в видеоклипе баскетболиста Майкла Джордана. Съёмки проводились в южной части Чикаго, поскольку именно там в то время шла серия игр команды Джордана Chicago Bulls. На ролик было выделено больше миллиона долларов, съёмочной площадкой послужил заброшенный промышленный склад, где специально была выстроена баскетбольная площадка. По словам продюсера Фила Роуза всё было засекречено так, чтобы никто вокруг не знал, что именно снимают за закрытыми дверями склада — по документам и спискам там проводились съёмки рекламы майонеза. Помимо Джордана в ролике появились рэпер Heavy D и дуэт Kris Kross.
Музыкант использовал в видеоклипе баскетбольную тематику, поскольку «джем» — американский баскетбольный термин. По сюжету ролика Джексон и Джордан учат друг друга тому, что умеют лучше всего. Сначала в качестве наставника выступает Джордан, певец сильно уступает ему в росте, их игра на площадке выглядит как противостояние взрослого и ребёнка. Музыкант прыгает, карабкается, ныряет за мячом, безуспешно пытаясь заблокировать броски баскетболиста. Во второй половине ролика певец приводит его на танцпол — они меняются ролями, теперь Джексон профессионал, а Джордан любитель. Музыкант пытается научить спортсмена своим фирменным вращениям и лунной походке: баскетболист в своих попытках выглядит громоздким и неуклюжим. В конце концов, Джексон и Джордан, смеясь, уходят из кадра.
Премьера клипа на телевидении состоялась 19 июня 1992 года. «Jam» был номинирован на «MTV Video Music Awards» в категории «Лучшая хореография».

## Концертные выступления
«Jam» открывала все концерты тура Джексона Dangerous World Tour в поддержку одноимённого альбома. Певец выступил с ней в перерыве финального матча Суперкубка по американскому футболу Супербоул XXVII. Композиция открыла и концерт Джексона в Брунее, посвящённый дню рождения султана. Планировалось, что музыкант будет исполнять «Jam» на шоу тура This Is It, несостоявшегося в связи со смертью певца.
Концертное выступление с этой композицией было выпущено на DVD Live in Bucharest: The Dangerous Tour. Репетиция к туру This Is It вошла в документальный музыкальный фильм «Майкл Джексон: Вот и всё».

## Список композиций
- 7" (номер в каталоге Epic Records — 34-74333)[6]

| №  | Название        | Длительность |
| -- | --------------- | ------------ |
| 1. | «Jam» (7" Edit) | 4:03         |

| №  | Название                                | Длительность |
| -- | --------------------------------------- | ------------ |
| 2. | «Rock With You» (Masters At Work Remix) | 5:29         |

- 7" (номер в каталоге Epic Records — 658360 7)[6]

| №  | Название        | Длительность |
| -- | --------------- | ------------ |
| 1. | «Jam» (7" Edit) | 4:03         |

| №  | Название                   | Длительность |
| -- | -------------------------- | ------------ |
| 2. | «Beat It» (Moby's Sub Mix) | 6:11         |

- CD (номер в каталоге Epic Records — 658360 2)[6]

| №  | Название                                                     | Длительность |
| -- | ------------------------------------------------------------ | ------------ |
| 1. | «Jam» (7" Edit)                                              | 4:05         |
| 2. | «Jam» (Roger's Jeep Mix)                                     | 5:54         |
| 3. | «Jam» (Atlanta Techno Dub)                                   | 5:13         |
| 4. | «Wanna Be Startin’ Somethin’» (Brothers In Rhythm House Mix) | 7:40         |

## Участники записи
- Майкл Джексон — текст, музыка, вокал, бэк-вокал, аранжировка музыки и вокала
- Рене Мур[англ.], Брюс Свиден[англ.], Тедди Райли[англ.] — музыка, аранжировка, клавишные
- Брюс Свиден, Тедди Райли, Дэйв Уэй — запись и микширование
- Heavy D — исполнение рэпа
- Брэд Баксер — клавишные
- Тедди Райли, Рэт Лоуренс, Майкл Боддикер — синтезаторы
- Тедди Райли, Брюс Свиден — ударные
- Тедди Райли — гитара

## Номинации
| Год  | Награда                | Номинированная работа | Категория                         | Результат | Источник |
| ---- | ---------------------- | --------------------- | --------------------------------- | --------- | -------- |
| 1993 | Grammy Awards          | Песня                 | Лучший мужской ритм-н-блюз вокал  | Номинация | [ 21 ]   |
| 1993 | Grammy Awards          | Песня                 | Лучшая песня в жанре ритм-н-блюза | Номинация | [ 21 ]   |
| 1993 | MTV Video Music Awards | Видеоклип             | Лучшая хореография                | Номинация | [ 18 ]   |

## Позиции в чартах
| Чарт (1992)             | Высшая позиция |
| ----------------------- | -------------- |
| Австралия               | 11             |
| Австрия                 | 28             |
| Бельгия (Фландрия)      | 10             |
| Великобритания          | 13             |
| Германия                | 18             |
| Зимбабве                | 1              |
| Ирландия                | 5              |
| Италия                  | 9              |
| Нидерланды              | 12             |
| Новая Зеландия          | 2              |
| США (Hot 100)           | 26             |
| США (R&B/Hip-Hop Songs) | 3              |
| Франция                 | 8              |